# FI Возничего
FI Возничего (лат. FI Aurigae) — одиночная переменная звезда в созвездии Возничего на расстоянии (вычисленном из значения параллакса) приблизительно 2854 световых лет (около 875 парсеков) от Солнца. Видимая звёздная величина звезды — от +13,4m до +12,4m.

## Характеристики
FI Возничего — красная пульсирующая медленная неправильная переменная звезда (LB) спектрального класса M6,5 или M6. Эффективная температура — около 3289 К.